# Charles Rosenberg
Charles Ernest Rosenberg (né en 1936) est un historien américain de la médecine. Il est professeur d'histoire des sciences et de la médecine et professeur Ernest E. Monrad en sciences sociales à l'Université Harvard.

## Biographie
Rosenberg est né à New York le 11 novembre 1936 et obtient un baccalauréat ès arts de l'Université du Wisconsin à Madison en 1956. Il obtient sa maîtrise (1957) et son doctorat (1961) à l'Université Columbia.
Rosenberg enseigne à l'Université de Pennsylvanie de 1963 à 2001. En 2001, il s'installe à l'Université Harvard. Il est président par intérim du département d'histoire des sciences de Harvard en 2003–2004.
Rosenberg est marié à Drew Gilpin Faust, l'ancienne présidente de l'Université Harvard.
En 2002, Rosenberg est élu à la Société américaine de philosophie .

## Publications
- Rosenberg, Charles E., The Cholera Years: The United States in 1832, 1849 and 1866, The University of Chicago Press, 1962
- Rosenberg, Charles E., The Trial of the Assassin Guiteau: Psychiatry and Law in the Gilded Age, The University of Chicago Press, 1968
- Rosenberg, Charles E., The Care of Strangers: The Rise of America's Hospital System, Basic Books, 1987 (lire en ligne )
- Rosenberg, Charles E., Explaining Epidemics, Cambridge University Press, 1992
- Rosenberg, Charles E., No Other Gods. On Science and American Social Thought, The Johns Hopkins University Press, 1997
- Rosenberg, Charles E., Our Present Complaint: American Medicine, Then and Now, The Johns Hopkins University Press, 2007